# Celia Concordia

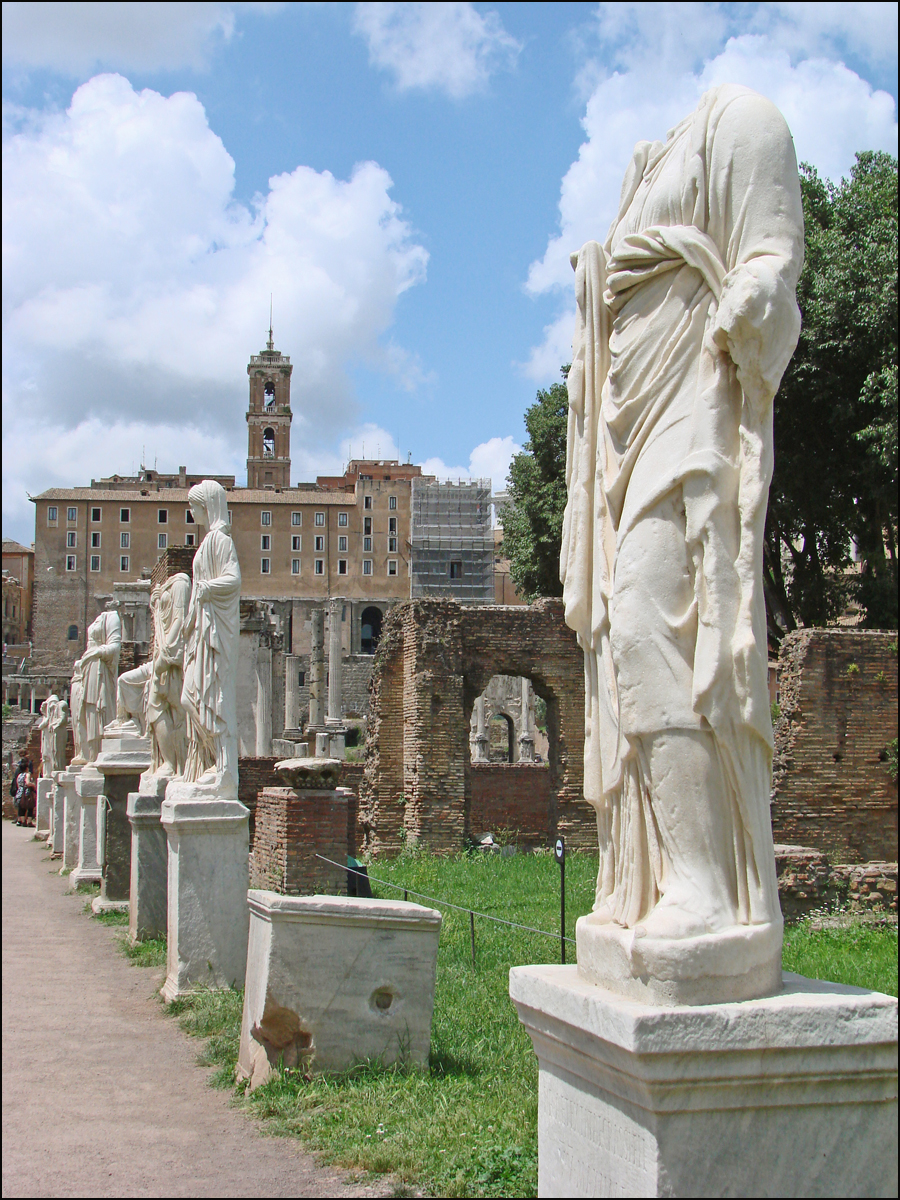
Estatuas de vestales en el exterior de la Casa de las Vestales (Roma).

Celia Concordia (falleció hacia 406) fue vestal superiora (vestalis maxima) y última vestal de la historia de la religión romana.
Ya era vestal hacia 384, cuando erigió una estatua a título póstumo a Vetio Agorio Pretextato, un noble romano pagano que se había opuesto a la expansión del cristianismo. En respuesta, la viuda de Pretextato, Aconia Fabia Paulina, levantó otra de Celia Concordia en el jardín de su casa.
Finalmente, el 27 de febrero de 380, el emperador Teodosio I el Grande declaró el cristianismo en su versión ortodoxa la única religión imperial legítima, acabando con el apoyo del Estado a la religión romana tradicional y prohibiendo la adoración pública de los antiguos dioses. El templo de Vesta fue cerrado en 391 y Celia Concordia dimitió como vestalis maxima en 394. Hacia el final de su vida, se convirtió al cristianismo, doce años después de su dimisión como vestal.